# Saccopharynx flagellum
L'anguilla inghiottitrice (Saccopharynx ampullaceus) è un pesce abissale appartenente all'ordine dei Saccopharyngiformes.

## Descrizione
Stretta parente dell'Eurypharynx pelecanoides, l'anguilla pellicano, questa specie si differenzia da essa per la bocca più piccola, ma pur sempre molto grande e le maggiori dimensioni, tanto che può arrivare anche a un metro e mezzo di lunghezza. Gli occhi, piccoli e rivolti in avanti, servon ben poco nell'oscurità totale degli abissi marini.

## Dieta
Anche se l'aspetto risulta poco rassicurante, questo pesce è totalmente innocuo all'uomo e si ciba di piccoli crostacei e altri pesci abissali, tra cui anche quelli di grandi dimensioni, che può ingoiare con la sua grande bocca e il suo stomaco estensibile.